# Batalla de los Campos de Celebrant
En el Universo Imaginario de Tolkien se llamó Batalla de los Campos de Celebrant a la acción militar que enfrentó el reino de Gondor contra las fuerzas de los Hombres del Este conocidos como los Balchoth, en el año 2510 de la Tercera Edad del Sol. Esta batalla tuvo importancia no solo por la derrota de los invasores del Este, sino también porque esta se logró mediante una Alianza con los Éothéod conducidos por Eorl El Joven. Como recompensa por la ayuda de los Señores de los Caballos, el Senescal Cirion les cedió a estos toda la provincia de Calenardhon; dando lugar a la conformación del Reino de Rohan.
Cirion, quien había asumido la Senescalía en el año 2498 T.E, estaba preocupado por lo que sucedía en las fronteras norte de Gondor, pues sabía que los Hombres del Norte que vivían al sur del Bosque Negro estaban siendo eliminados y expulsados hacia el norte por un pueblo conocido con el nombre de Balchoth. Pero Gondor no podía hacer nada puesto que era constantemente hostigada en el Sur, por los Corsarios de Umbar y no podía descuidar las fronteras de Mordor, puesto que el Rey Brujo atacaba permanentemente Ithilien. Lo único que podía hacer era tratar de establecer una vigilancia en los antiguos fuertes de los codos del Anduin.
A fines del Año 2509 T.E, Cirion es informado que un gran ejército enemigo se estaba reuniendo a lo largo de las lindes meridionales del Bosque Negro. Estos estaban muy mal armados pero su indefención era compensada por el número y por la capacidad de trasladarse rápidamente pues usaban carros como los Aurigas. Dada la situación política, Cirion pensó que era imposible enfrentar tantos frentes con las pocas fuerzas de las que disponían. Por lo que decidió enviar mensajeros a los Altos Valles del Anduin convocando a los Éothéod.
Envió seis mensajeros que hiciesen el peligroso trayecto de casi mil millas, pero solo uno llegó: Borondir. Inmediatamente Eorl aceptó auxiliar a Gondor. Consultó con su Consejo de Ancianos y en menos de 10 días reunió la Éoherë, partiendo el 27 de marzo de 2510 T.E; con unos siete mil Jinetes totalmente equipados y más de doscientos arqueros montados.
La Éoherë tomó rumbo al sur, cabalgando por la orilla oriental del Anduin. En el último tramo, cuando el ejército se acercó a Dol Guldur, Eorl se desvió hacia el oeste por temor a la maldad que emanaba ese lugar y al pasar por Lothlórien, una neblina blanca (producida por Galadriel, a través de su Anillo de Poder) cubrió a sus tropas protegiéndolas de los peligros.
Mientras tanto Cirion reunió un ejército y lo condujo personalmente hacia el Norte, dejando a su hijo, Hallas, Al cuidado de Minas Tirith. Cuando se hubo adentrado en El Páramo, fue atacado por los Balchot y fue obligado a retirarse hacia el norte, cruzando el río Limclaro. Allí un ejército de Orcos salido de las Montañas Nubladas los atacó fieramente, y los empujó hacia el Río Grande. Aislado en el Sur y arrinconado en el Campo de Celebrant, Cirion esperó la derrota y su muerte. Pero el día 6 de abril del año 2510 T.E los Éothéod llegaron... 
Eorl "El Joven", atacó por la retaguardia arrasando y dispersando al enemigo, quien debió cruzar el Limclaro, pues fue tomado en dos frentes. Pero el Rey de los Éothéod, también cruzó el río y dominó a los invasores de El Páramo; para luego perseguirlos y darles caza por todo Calenardhon hasta exterminarlos por completo. Nueve días había tardado la Éoherë, encabezada por Eorl y Borondir de Gondor, en recorrer más de cuatrocientas millas desde su tierra natal, hasta lo que, más tarde, iba a ser su patria definitiva; el Reino de Rohan.